# 阿斯巴赫
阿斯巴赫是德国莱茵兰-普法尔茨州的一个市镇。总面积3.47平方公里，总人口123人，其中男性59人，女性64人（2011年12月31日），人口密度35人/平方公里。